# Lackkunst

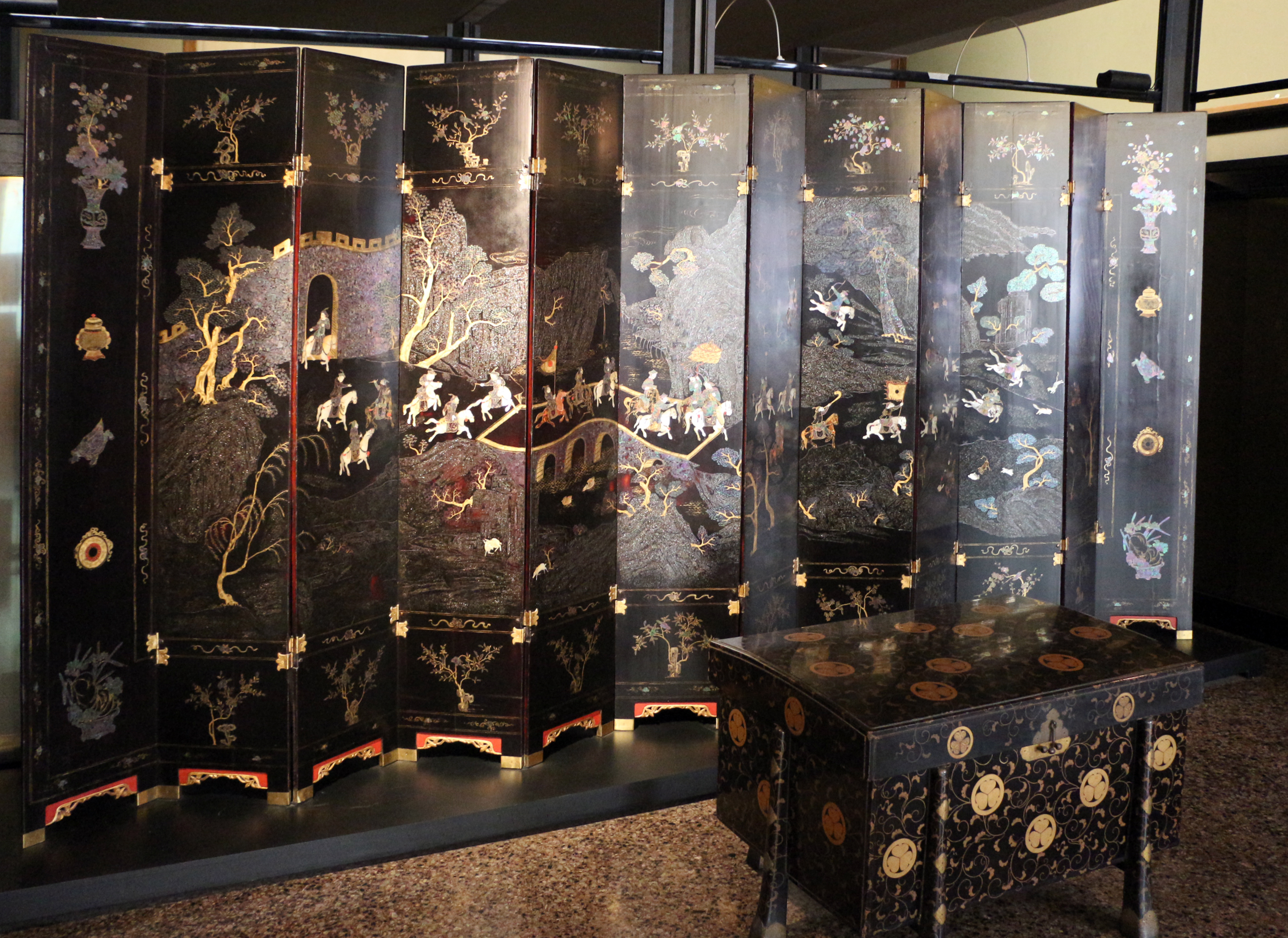
Paravent im Coromandel-Stil, schwarzer Lack mit Perlmutt, Schildpatt und Gold, China, ca. 1750–1800. Museo d’Arte orientale (Ca’ Pesaro), Venedig

Die Lackkunst ist eine kunsthandwerkliche Technik, deren Ursprünge vor 3500 Jahren in China lagen. Dabei werden Lacke zur Oberflächenveredelung und Dekoration auf Alltagsgegenstände und Kunstgegenstände aufgetragen.
Die chinesische Lackkunst verbreitete sich in Japan und in anderen asiatischen Ländern. Die japanische Lackkunst (Urushi) wurde zu verschiedenen Lacktechniken modifiziert und erreichte im 9. Jahrhundert ihren Höhepunkt. Später wurde die Lackkunst von arabischen Künstlern übernommen, für die das Bilderverbot im Islam galt. Insbesondere in Persien erlebte die Lackkunst eine weitere Blütezeit. Erst ca. 2500 Jahre nach ihrer Entstehung erreichte sie im 16. Jahrhundert Europa; importierte asiatische Lackarbeiten wurden zur Mode (Chinoiserie). Als Problem erwies sich, dass der Saft des asiatischen Lackbaumes bei der langen Schiffsreise nach Europa eintrocknete und deshalb neuartige Lackrezepturen auf der Basis von Ölen, Harzen und Bindemitteln erfunden werden mussten.

## Ausgangsmaterial
Der für die asiatischen Lackarbeiten verwendete Chinalack (Synonyme: Japanlack, Urushi-Lack, Rhuslack) wurde ursprünglich in China aus dem Lackbaum gewonnen. Verziert wurden Haushaltsgegenstände, Geschirr, Gefäße für Zeremonien, die Ausrüstung der Pferde, Pfeil und Bogen, aber auch Möbel und Bilder. Jedes Land entwickelte seine eigene Lacktechnik, wobei teilweise die Techniken der Nachbarländer übernommen wurden.

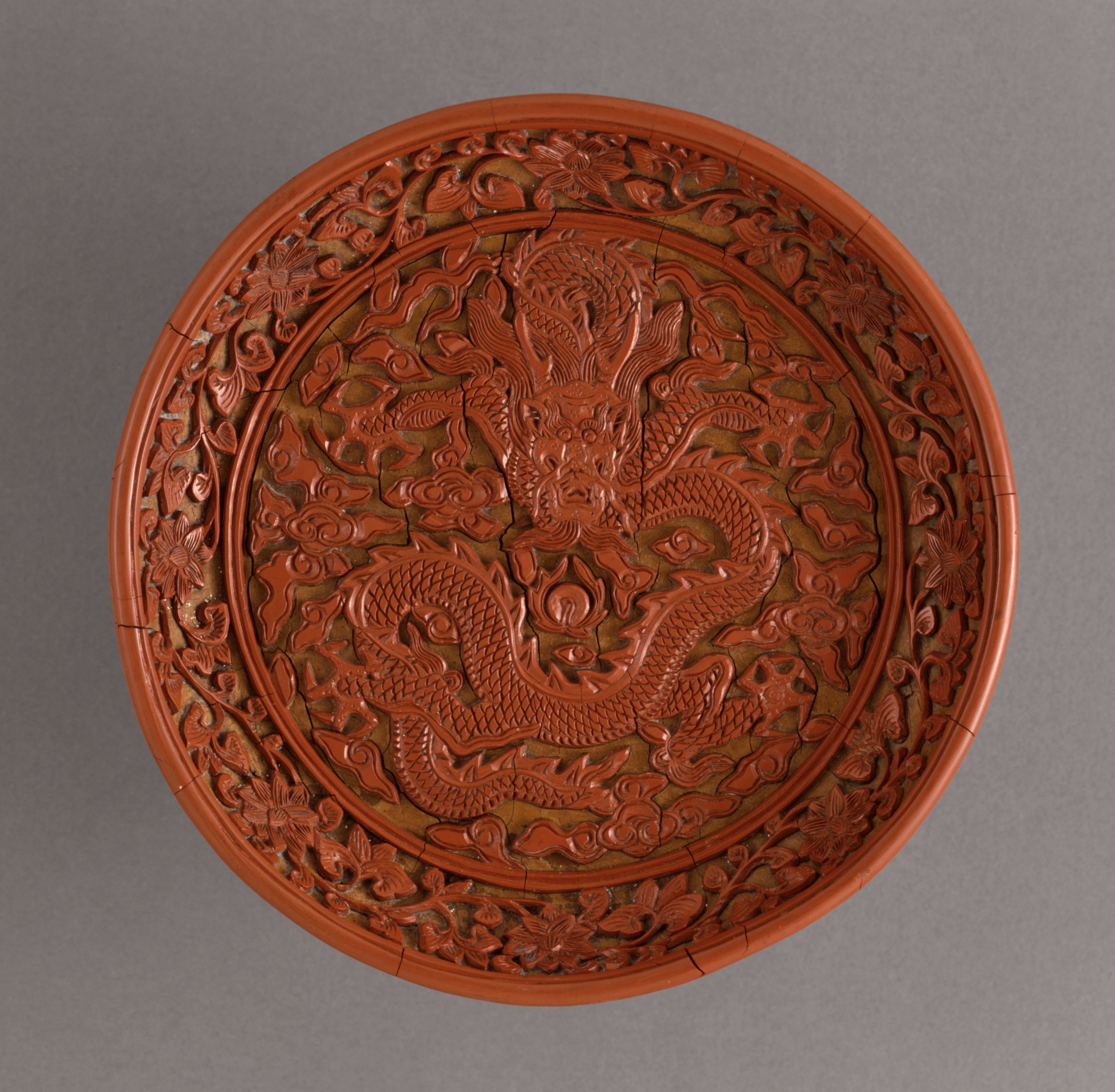
Lackschnitzerei, Ming-Dynastie, unter Kaiser Wanli 1572 bis 1620

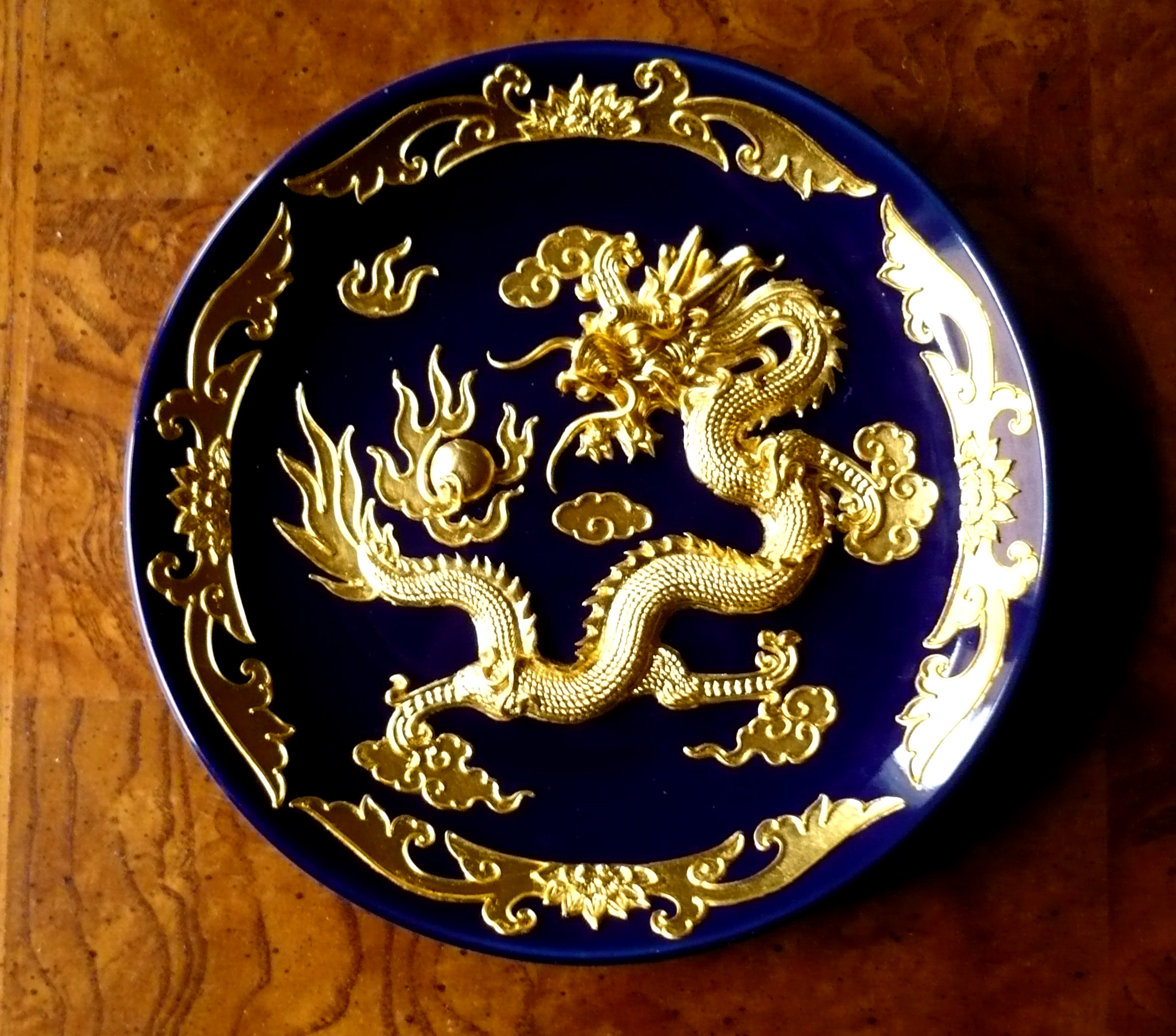
Lackschale mit Goldzier

Zu den drei weiteren Arten von Lackflüssigkeiten gehört:
- der burmesische Lack („Thitsi“ genannt), der in Myanmar, Thailand, Laos und Kambodscha verwendet wird und vom Burmesischen Lackbaum (Gluta usitata), früher bekannt als Melanorrhoea usitata oder usitatissima gewonnen wird,
- der japanische Lack, der vom Lackbaum (Toxicodendron vernicifluum) produziert wird und in Japan, China und Korea Verwendung findet und
- der vietnamesische Lack, der von Rhus succedanea (Syn.: Toxicodendron succedaneum) stammt und in Taiwan und Vietnam benutzt wird.

Dem Lack von Bäumen aus Myanmar wird nachgesagt, er habe eine bessere Viskosität und sei langlebiger. In Myanmar wird der beste Lack „Thitsi Ayaung-tin“ bzw. „Schwarzer Lack“ genannt, qualitativ schlechtere Lacke werden als „Brauner Lack“ und der schlechteste als „Roter Lack“ bezeichnet.

## Technik
Die Gewinnung des Lackes aus dem Lackbaum war sehr aufwendig. Die harzhaltige flüssige Substanz musste aus der Pflanze gewonnen sowie gefärbt und gefiltert werden. Auf die Gegenstände wurde er in vielen Schichten (10 bis 200 Schichten) aufgetragen. Nach dem Trocknen bildete er eine sehr dünne Schicht auf den Gegenständen. Der Chinalack trocknet bei Zimmertemperatur nicht von alleine bzw. nur äußerst langsam, sondern erst bei einer Temperatur von 96 °C. Bei manchen Techniken wird der Lack nach jeder neu aufgetragenen Lackschicht auf Hochglanz poliert, besonders jedoch die oberste Schicht. Dieses Glattpolieren erfolgt in Asien mit Schalenstücken von Kopffüßern (z. B. der Rückenschulp von Tintenfischen als sehr feines Schleifmittel), in Russland dagegen mit Zähnen von Wölfen.
Wegen seines pflanzlichen Ursprungs kann der Chinalack allergisierend wirken.
Ursprünglich wurde Chinalack benutzt, um Geräte und Gefäße vor Korrosion zu schützen und wasserdicht zu machen, um Möbel und Bilder vor Schäden durch Insekten und Feuchtigkeit zu schützen, da er sehr widerstandsfähig gegen chemische und physikalische Einflüsse ist. Mit der Zeit entwickelte sich daraus eine Dekorationskunst.
Durch das Lackieren erhält die Oberfläche einen Glanz. Der Lack greift sich angenehm, da er sich beim Berühren der Handwärme anpasst. Er ist hitzebeständig, säurebeständig, laugenbeständig und wasserresistent (auch gegen heißes Wasser). Er schützt außerdem die Oberflächen bis zu einem gewissen Grad vor Kratzern und Abnutzungserscheinungen. Die Lackschicht ist nach dem Austrocknen hart, dabei jedoch biegsam, sie ist gegen heißes Wasser widerstandsfähig, riecht nicht und unterliegt nicht dem biologischen Zerfall. Lack ist billig, hygienisch, er kann bemalt und geformt sowie modelliert und geschnitten werden. Er kann auf jede beliebige Fläche aufgetragen werden, ob auf ebenen Flächen oder auf Figuren, auf Holz, Bambus, Papier, Gewebe, Leder, Rosshaar, Metall oder Stein.
Oft weisen Lackarbeiten noch weitere Verzierungen auf, beispielsweise Einlegearbeiten aus Gold, Silber oder Perlmutt. Eine Besonderheit stellt die Lackschnitzerei und die Trockenlacktechnik dar.

## Geschichte

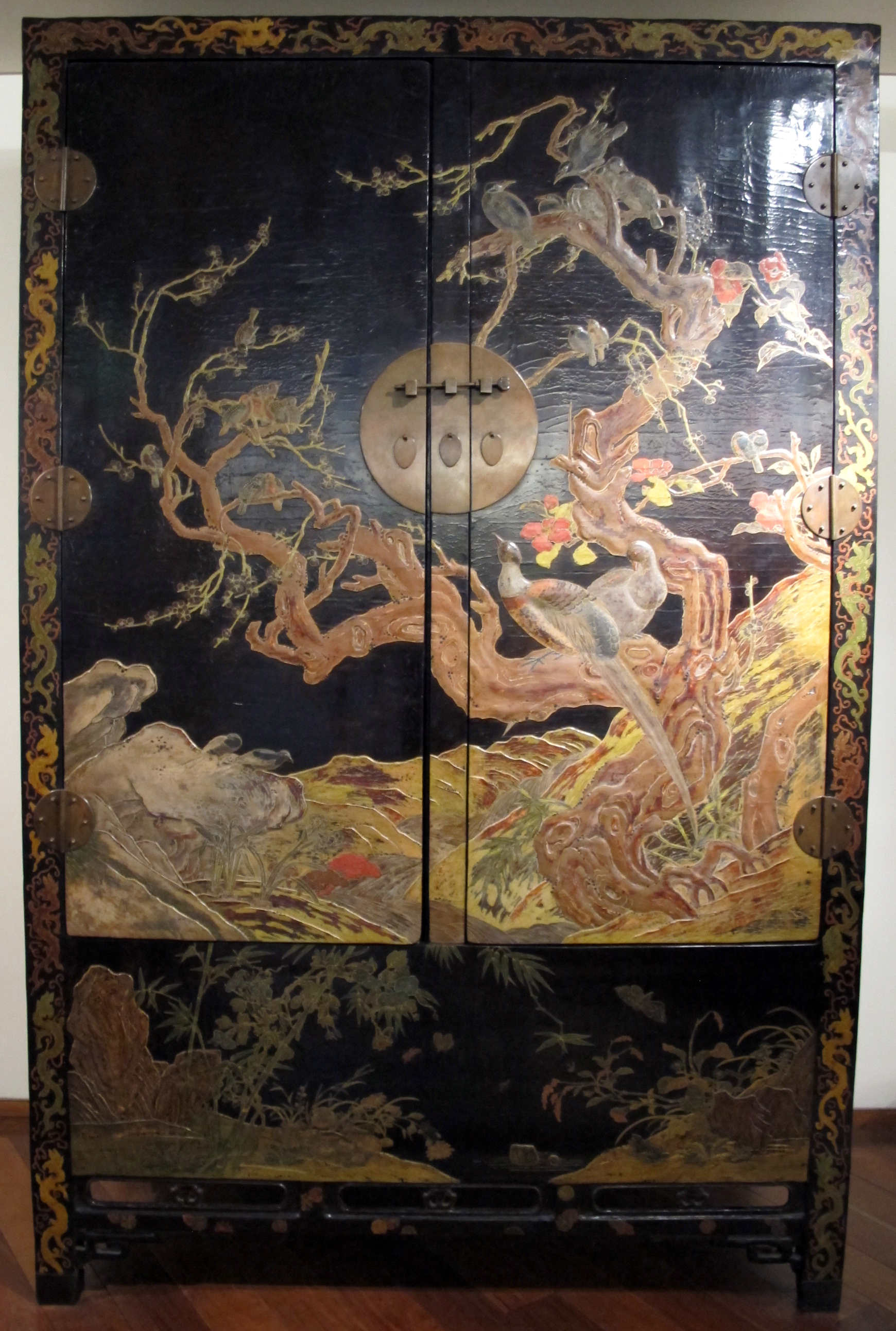
Lackschrank, Qing-Dynastie, ca. 1690–1700

Lacke und die Herstellung von Lackwaren war in China mindestens seit der Shang-Dynastie (ca. 1600 v. Chr. bis 1046 v. Chr.) bekannt. In Grabanlagen der mittleren und späten Shang-Dynastie wurden mit Lack verzierte Fragmente von Gefäßen und Behältern am kaiserlichen Hof gefunden. Die Lackmalerei entstand somit vor ungefähr 3000 Jahren in China (Chinesische Lackkunst).
Die Lackkunst hat sich wahrscheinlich aus dem einfachen Lackieren von Gegenständen entwickelt, die mit Lack überzogen wurden, um sie vor Witterungs- und Umwelteinflüssen zu schützen und so haltbarer zu machen. Der Lack (Chinalack) wurde aus dem in China wachsenden Lackbaum hergestellt. Da im tropischen und feuchten Klima, das in einigen Teilen Chinas herrscht, viele Gegenstände schnell schimmeln, wurden sie mit einem Lack überzogen (der Fachbegriff dafür heißt: überfangen). Der getrocknete Lack bildete einen festen Film, eine dauerhafte Schutzhülle, die den Gegenstand vor Schmutz und Feuchtigkeit schützte und ihn dadurch haltbarer machte.
Neben der schützenden Eigenschaft des Lacks wurde wahrscheinlich auch bald seine Eignung als Bindemittel für Farben entdeckt. Damit trat dann die ästhetische Wirkung des Lacks in den Vordergrund, mit der künstlerischen Gestaltung des Lackes war die Lackkunst geboren. Die zweckgebundene Nutzung des Lacks wurde durch seine künstlerische Gestaltung abgelöst. Eine wesentliche Eigenschaft der mit Lack bearbeiteten Flächen ist dabei seine Glätte und sein Glanz und der völlig gleichmäßige Film. Auch in den tiefen Kerben eines Reliefs bleibt so das Licht noch wirksam.
Der für die Lackherstellung erforderliche Lackbaum wächst nur in Ostasien. Aus seinem Stamm konnte in China der fast fertige Lack abgezapft werden.

### China
Von China aus verbreitete sich die Lackkunst über Korea, Japan, die Länder Indochinas, Indien und Persien. Der Lack wurde aus dem Saft des Lackbaumes hergestellt, der in diesen Regionen wuchs (China: Zi-shu; Japan: Urushi-no-ki; Vietnam: Kej-shon).

### Japan
Japan übernahm die Lacktechnik aus China und übertraf diese dann, besonders in der Lackmalerei. Die japanische Lacktechnik ist unter dem Namen Urushi bekannt. Als Erfindung der Japaner gilt das zusätzliche Einstreuen von Gold- und Silberpulver. Diese japanische Lacktechnik wird Makis und Nasidsi genannt.
Japanische Lackarbeiten sind aus dem 3. Jahrhundert bekannt. Der Höhepunkt dieser Kunst liegt im 17. Jahrhundert. Nach Europa kamen die ersten konkreten Nachrichten durch Kaempfer (1712) und den Jesuitenpater Pierre Nicolas d’Incarville (1760).
Die Lackarbeiten wurden Nuri-mono und Urushi-saiku genannt.
Bonseki ist eine alte japanische Kunst, bei der Miniaturlandschaften mit Sand, Kieselsteinen und kleinen Felsstücken auf schwarz lackierte Tabletts gestreut werden.

### Thailand
siehe: Schwarzgoldlack-Malerei

### Myanmar
Die Verwendung von Harz zu einer Art von Lackflüssigkeit ist seit dem 5. Jahrhundert bekannt. Das älteste Stück an Lackwaren, das in Myanmar gefunden wurde, ist eine gelbe runde Teakdose aus der Königstadt Bagan (ca. 13. Jh.).
In Myanmar (Burma) zählten Lackobjekte zu den wichtigsten Symbolen der hierarchischen Ordnung. Dreimal im Jahr verlieh der birmanische König Lackarbeiten an Angehörige des Hofes und andere wichtige Personen des Reiches. Die Zeremonie schloss auch die Übergabe von zeremoniellen Roben und anderen Utensilien ein. Zu den Lackobjekten zählten stets Kisten für Betelnüsse oder Schminkkoffer (bi-it). Die Kisten trugen das Konterfei des Königs und der Königin. Bis heute gehören in Myanmar Gegenstände aus Lack zu den täglichen Gebrauchsgegenständen, wie Tröpfchen oder Schachteln, aber auch Buddhafiguren und Opfervasen.

### Iran

Lackkasten, Kadscharenzeit, Sammlung des MKG Hamburg.

Im Iran wurde ein besonderer Lack verwendet, der Sandarak enthielt, ein Naturharz aus dem nordafrikanischen Sandarakbaum. Die Qualität dieses Lacks reichte allerdings nicht an die Lacke aus China oder Japan heran.

### Indien
In Indien verbreitete sich die Lackkunst ab dem 5. Jahrhundert v. Chr. Der Lack wurde aus Leinsamen und Pflanzengummi hergestellt. Die über den gesamten Subkontinent verbreiteten bunten Armreifen (engl. bangles) bestanden jahrhundertelang aus Lack oder Glas; heute sind sie oft aus Plastik.

### Europa
Bereits ab dem 17. Jahrhundert wurde die Lackmalerei in Europa nachgeahmt, sie wurde als Malerei im „chinesischen Stil“ bezeichnet. Jedoch erlangte die Kunst, verschiedenen Gegenstände mit Lackfarben zu dekorieren, erst im 18. Jahrhundert in Europa Bedeutung.

### Belgien

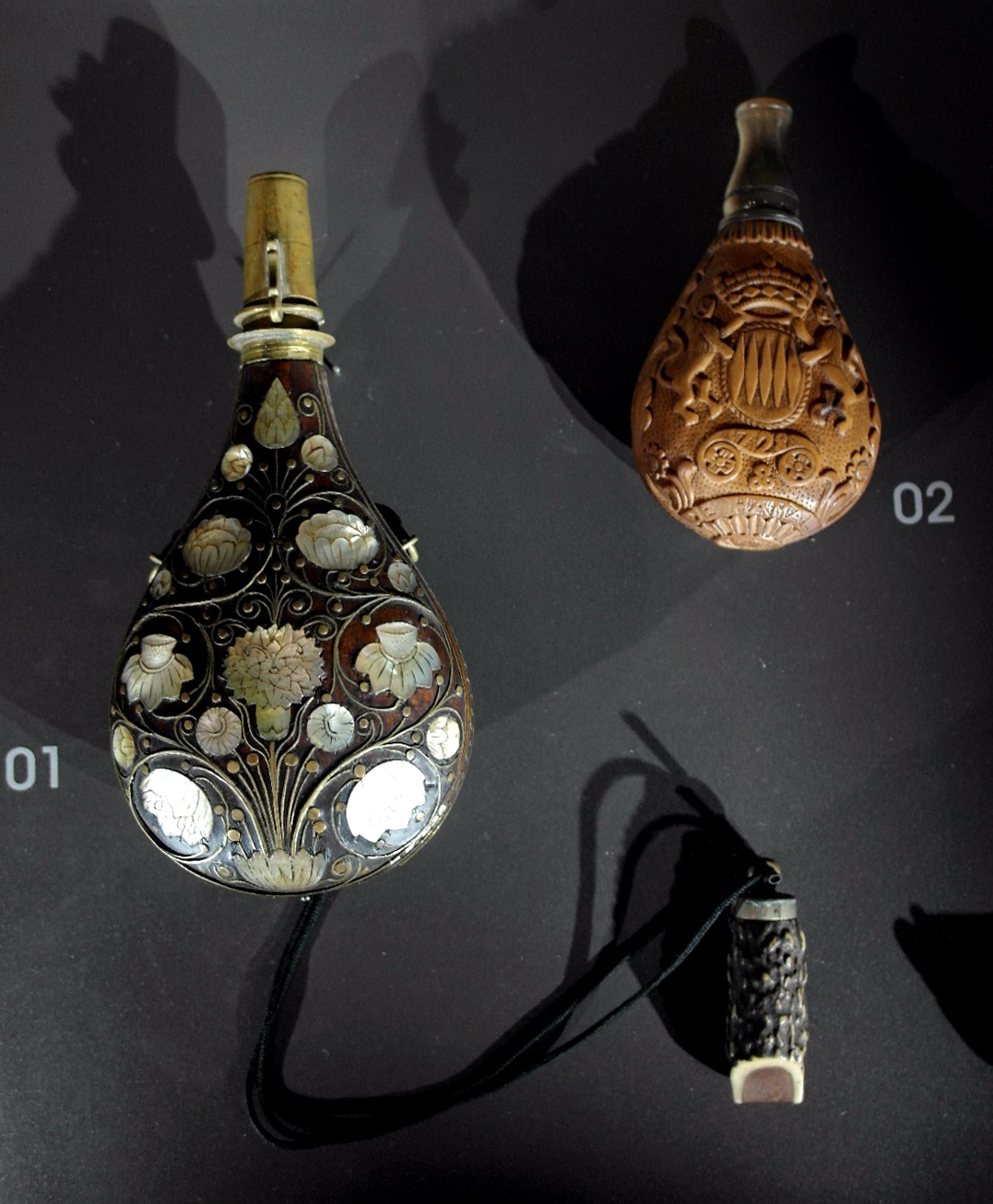
Pulvergefäß aus Holz, Spa, 18 Jht

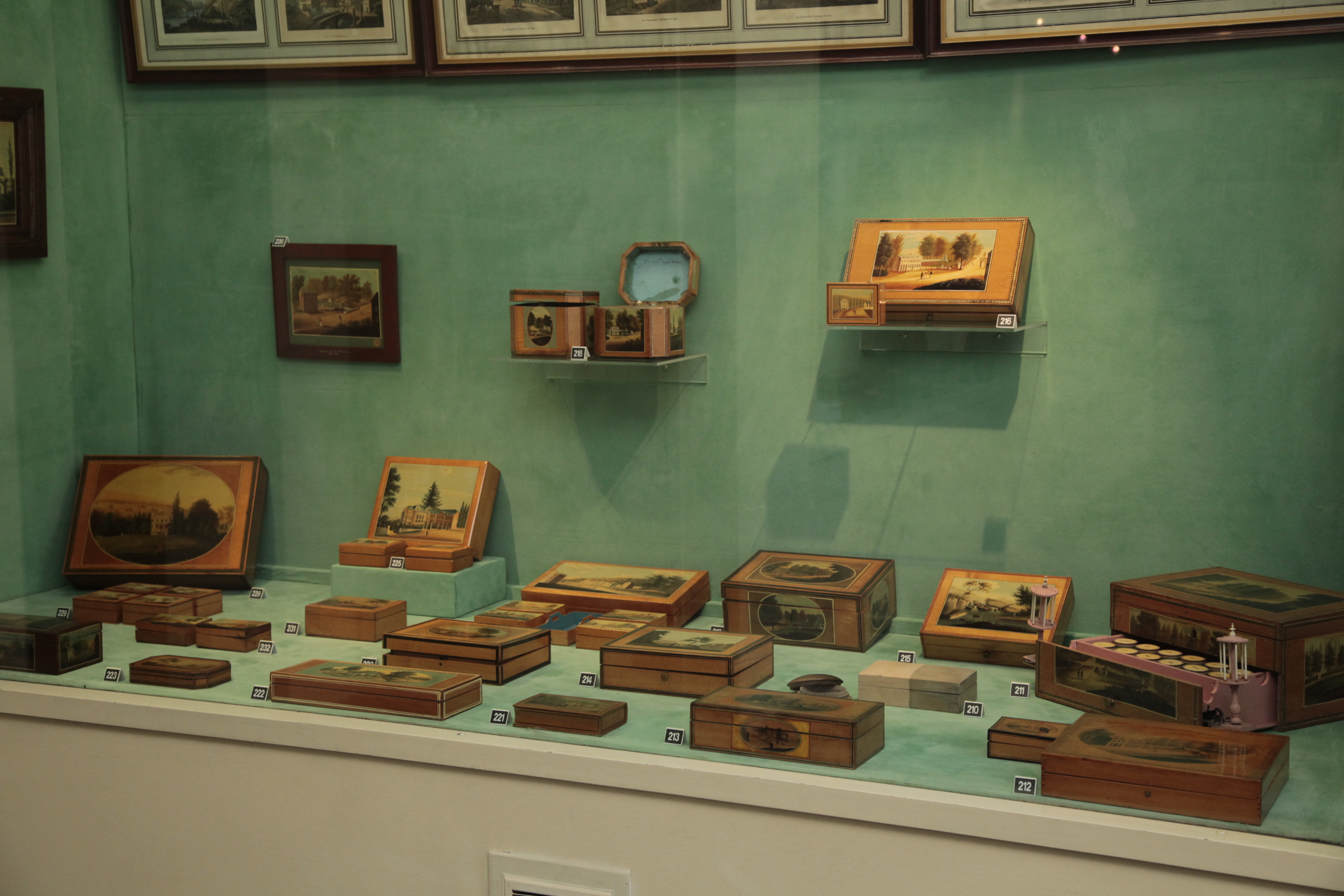
Boîtes en bois de Spa au Musée de la ville d’eaux.

Spa gilt als die Wiege der europäischen Lackkunst. Dort wurden Galanteriewaren, Schachteln (für Nähzeug, Bonbons, Tee, Tabak, Zigaretten, Puder), Toilettengarnituren und Kleinmöbel mit Lackbildern verziert. Traditionell werden die Gegenstände aus Buchenholz hergestellt. Sie fanden schnellen Absatz unter den Besuchern des bekannten Kurortes. Ihre Blütezeit erlebte die Lackmalerei in Spa im 18. Jahrhundert. Das in Spa typischen Kunsthandwerks wird „Jolités de Spa“ oder „Bois de Spa“ (Holz von Spa) genannt.

### Frankreich
Graf de Condé-Bourbon (aus dem Haus Condé) gründete 1726 in Chantilly eine Manufaktur, die bis zur Französischen Revolution 1789 bestand. Die Lackarbeiten dieser Zeit wurden unter der Handelsbezeichnung „Vernis Martin“ bekannt. Damit werden alle französischen Lackarbeiten des 18. Jahrhunderts auf Holz (Täfelungen, Kutschen, Möbel, Dosen usw.) zusammengefasst. Er geht auf die vier Brüder Martin zurück (Guillaume, † 1749; Etienne-Simon, † 1770; Julian, † 1783; und Robert, 1706, † 1766). Die Brüder Martin galten in der Mitte des 18. Jahrhunderts als die bedeutendsten ihres Faches. Sie entwickelten einen Lack aus Copal, Leinöl und Terpentin, der auch als „Cipolin“ bezeichnet wurde und zur Imitation von chinesischen und japanischen Lackarbeiten diente.
1730 (1744 erneuert) erhielten Guillaume und Etienne-Simon Martin vom französischen Hof das Alleinrecht zur Herstellung von „Vernis-Martin“-Nachahmungen chinesischer und japanischer Lackarbeiten. Dieses verbriefte Recht wurde 1744 erneuert. Während der Periode Ludwig XV. wurden Lackwaren aus Ostasien nach Frankreich eingeführt. Diese sehr teuren Importe sollten durch die Lackarbeiten der Brüder Martin ersetzt werden.
Nachdem die Brüder aus Büchern über die chinesischen und japanischen Lackarbeiten gelesen hatten, stellten sie eigene, sehr ähnliche Lackarbeiten her – mit Lackmalereien versehene Gegenstände. Um 1745 stellten sie Tabakdosen aus Pappmaché mit Goldlackreliefs und geschnitzten Perlmutteinlagen nach japanischer Art her, die sehr geschätzt wurden und schnell zahlreiche Nachahmer fanden. Daraufhin wandten sich die Brüder der Lackmalerei zu und erweiterten ihre Technik um guillochierte und gravierte Untergründe. Diese wurden mit transparentem Lack überzogen und mit Blumen oder Figuren bemalt. Die Brüder Martin wurden auch für ihre großflächigen Lackarbeiten geschätzt: einfarbige Lackflächen an Lackmöbeln, Wandverkleidungen, Kutschen und Sänften. Mittels einer dünnen Lackschicht konnte man auch Silberwaren vor dem Anlaufen schützen.
Der Lack der Brüder Martin konnte verschiedene Farben haben, war aber typischerweise grün oder gold-rot. Ihre Werkstatt wurde 1748 ein Teil der Manufacture Royale des Meubles de la Couronne („Königliche Möbelmanufaktur der Krone“), die unter Ludwig XIV. gegründet worden war und 250 Kunsthandwerker umfasste. Später wurde sie zur Manufacture royale des tapisseries et des meubles de la Couronne.

### Deutschland
Die Blütezeit der deutschen Lackkunst ist mit dem Namen Johann Heinrich Stobwasser (* 1740; † 1829) und seiner Stobwasser-Manufaktur (gegründet 1763) in Braunschweig verbunden. Seine Erzeugnisse waren für die breiten bürgerlichen Schichten bestimmt – im Unterschied zu den Erzeugnissen der französischen Brüder Martin, die ausschließlich für die Oberschicht tätig waren.

### Russland
Hauptartikel: Russische Lackkunst
Die vier Zentren der russischen Lackkunst sind in:
- Fedoskino (Lackminiaturen aus Fedoskino)
- Cholui (Lackminiaturen aus Cholui)
- Mstjora (Lackminiaturen aus Mstjora)
- Palech (Lackminiaturen aus Palech)